# Przełączka nad Wielkim Koszarem
Przełączka nad Wielkim Koszarem (niem. Grosser Kirchhofsattel, słow. Sedielko nad Veľkým košiarom, węg. Nagy-Karám-hágó, 1950 m) – płytko wcięta przełączka w grani głównej Tatr Bielskich na Słowacji. Oddziela wschodni wierzchołek Zadnich Jatek od zachodniego wierzchołka Pośrednich Jatek. Na południową stronę opada z przełączki trawiasta, średnio stroma depresja, niżej przechodząca w jedno z ramion Żlebu spod Jatek. W najwyższej części tej depresji znajduje się otwór jaskini Ślepa Dziura. Na północno-wschodnią stronę z przełęczy opada lejkowate zagłębienie zakończone pionowym kominem opadającym na duży okap. Pod okapem jest zacięcie o wysokości około 50 m, opadające na piarg. Komin, okap i zacięcie stanowią fragment ściany Wielkiego Koszaru.
Z Bielskiej Równi wejście Żlebem spod Jatek na Przełączkę nad Wielkim Koszarem jest łatwe (0 w skali tatrzańskiej, 1 h). Zacięcie, komin i cała ściana Wielkiego Koszaru są dziewicze. Przełączka i całe jej otoczenie znajduje się na obszarze ochrony ścisłej TANAP-u i nie prowadzi tędy żaden szlak turystyczny.

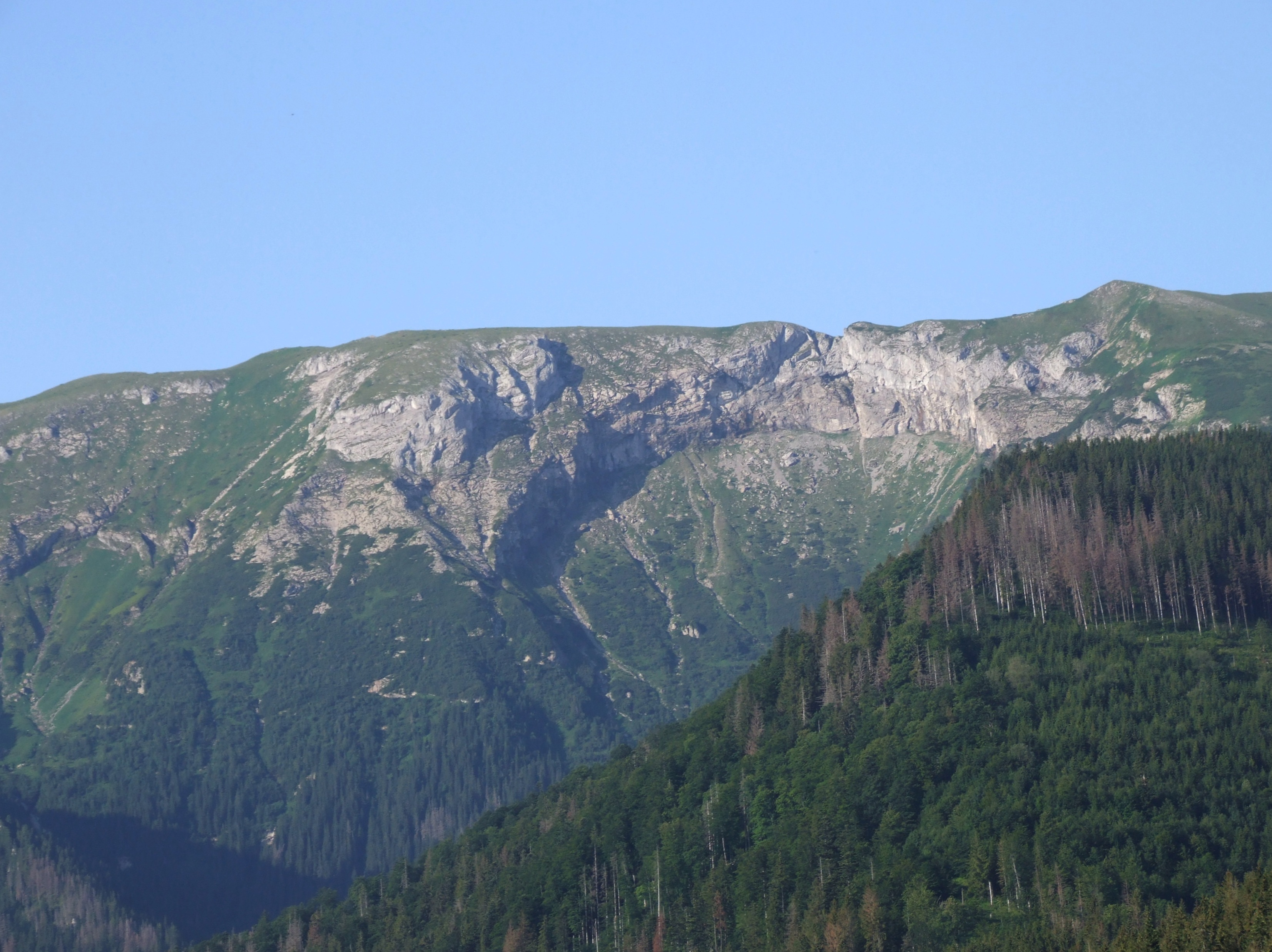
Widok ze Zdziaru. Przełączka widoczna w ścianie Wielkiego Koszaru